# Tobias Pichlmaier
Tobias Günther Pichlmaier (* 30. Dezember 1972 in München) ist ein deutscher Jurist. Er ist Vorsitzender Richter am Landgericht München I und Richter am  Einheitlichen Patentgericht.

## Leben
Nach dem Studium der Rechtswissenschaft trat Tobias Pichlmaier  am 1. August 2000 in die bayerische Justiz ein. Nach Tätigkeit als Proberichter in einer Zivilkammer für gewerblichen Rechtsschutz des Landgerichts München I war er von 2001 bis 2004 im Bundesministerium der Justiz im Referat für Urheberrecht abgeordnet und danach von 2004 bis 2005 bei der Staatsanwaltschaft München I eingesetzt. Von 2005 bis 2012 war er als Richter am Landgericht erneut dem Landgericht München I zugewiesen und wieder im gewerblichen Rechtsschutz tätig. Zum 1. August 2012 wurde Tobias Pichlmaier zum Richter am Oberlandesgericht München ernannt und war dort einem Senat für gewerblichen Rechtsschutz zugewiesen. Seit 2016 ist er Vorsitzender Richter am Landgericht München I. Dort leitete er bis 2021 eine der Patentstreitkammern und seit 2021 eine für verschiedene Materien des gewerblichen Rechtsschutzes und das Kartellrecht zuständige Zivilkammer.
Seine Auswahl zum Richter am Einheitlichen Patentgericht und die Zuweisung zur Lokalkammer München wurden am 19. Oktober 2022 bekannt gegeben.